# Phytomyza ranunculi
Phytomyza ranunculi är en tvåvingeart som först beskrevs av Franz Paula von Schrank 1803.  Phytomyza ranunculi ingår i släktet Phytomyza och familjen minerarflugor. Arten är reproducerande i Sverige. Inga underarter finns listade i Catalogue of Life.

## Bildgalleri

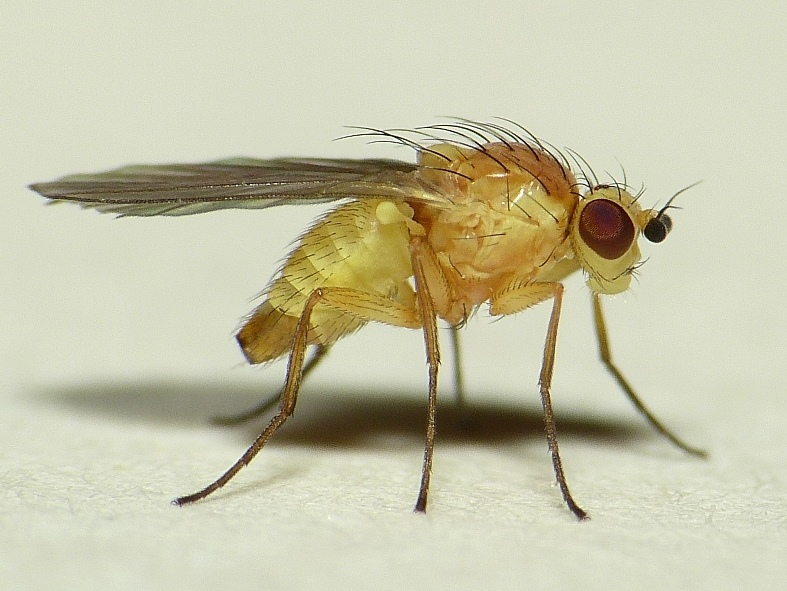
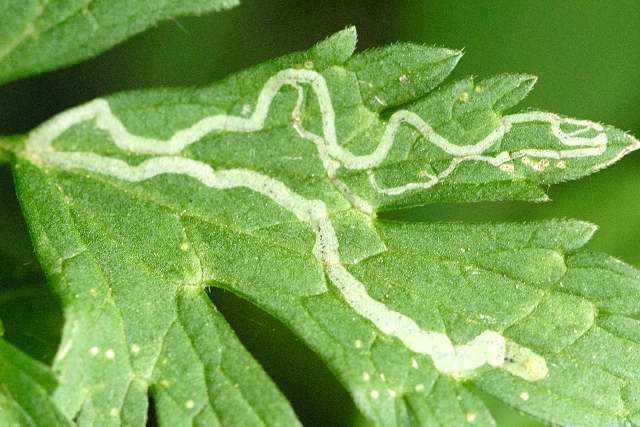